# روجر ويكس
روجر ويكس (بالإنجليزية: Roger Wicks)‏ (19 أبريل 1957 في المملكة المتحدة - ) هو لاعب كرة قدم بريطاني في مركز الوسط. لعب مع كندل تاون ‏ ونيوكاسل بلوستار ‏ ودارلينجتون إف سى.